# Dicranomyia pennsylvanica
Dicranomyia pennsylvanica är en tvåvingeart som beskrevs av William George Dietz 1921. Dicranomyia pennsylvanica ingår i släktet Dicranomyia och familjen småharkrankar. Inga underarter finns listade i Catalogue of Life.